# Aristida floridana
Aristida floridana là một loài thực vật có hoa trong họ Hòa thảo. Loài này được (Chapm.) Vasey mô tả khoa học đầu tiên năm 1883.